# Blue Man Group
Blue Man Group es un grupo creativo de origen estadounidense, fundado por Phil Stanton, Chris Wink y Matt Goldman, en los años ochenta.
En sus espectáculos, el grupo representa a un trío de mimos llamado Blue Men (en español, ‘hombres azules’ u ‘hombres nostálgicos’). La apariencia característica de los artistas son sus rostros pintados de azul, sus cabezas cubiertas con gorros de látex del mismo color (similares a los usadas por los nadadores), guantes azules y ropa de color negro.
Las actuaciones en teatros de Blue Man Group incorporan la música rock, con énfasis en las percusiones, participación del público, iluminación sofisticada y grandes cantidades de papel. También son conocidos por cubrir con plástico a los espectadores situados en las primeras filas de la platea para protegerlos de las diversas sustancias que son empleadas por ellos en el escenario, tales como comida, pintura, etc.
Sus actos tienen temas familiares, humorísticos, energéticos y frecuentemente satirizan la vida moderna. La mayor parte de su humor rompe la cuarta pared, como por ejemplo, cuando interrumpen su presentación, para ridiculizar a los que llegan atrasados.
Existen grupos de BMG en las ciudades de Nueva York, Boston, Chicago, Las Vegas, Berlín, Londres, Ámsterdam, Oberhausen y Orlando.

## Historia
Blue Man Group nació como una colaboración entre tres amigos, Chris Wink, Matt Goldman y Phil Stanton en el Lower East Side de Manhattan, en 1987. Su primera aparición pública fue en una celebración por el final de la década de 1980. Los tres hombres vestían máscaras azules y lideraron una marcha por la calle que incluyó la quema de una figura de Rambo y una pieza del Muro de Berlín. Kurt Loder, de MTV, que se encontraba cubriendo el evento, dirigió su atención hacia los Blue Men, y lo que empezó como "disturbios" creativos en las calles de la ciudad, se convirtió en una serie de pequeños shows en clubs del centro, y eventualmente en presentaciones completas en el teatro Astor Place en 1991.
En julio de 2017, el concepto Blue Man Group fue comprado por el Cirque du Soleil, quienes anunciaron que expandirían el concepto.